# 6947 Andrewdavis
6947 Andrewdavis este un asteroid din centura principală, descoperit pe 1 martie 1981, de Schelte Bus.